# The Smugglers (película)
The Smugglers es un telefilme estadounidense de drama, crimen y misterio de 1968, dirigido por Norman Lloyd, escrito por Alfred Hayes y basado en una novela de Elizabeth Hely, musicalizado por Lyn Murray, en la fotografía estuvo John F. Warren y los protagonistas son Shirley Booth, Kurt Kasznar y David Opatoshu, entre otros. Este largometraje fue producido por Universal Television y se estrenó el 24 de diciembre de 1968.

## Sinopsis
Un grupo de contrabandistas persigue a una turista y a su hijastra, que visitan el Tirol en Europa, ellas no saben que tienen algo que ellos quieren.